# Peso filipino
El peso (en filipino y tagalo: piso o también peso) es la moneda de curso legal de Filipinas. Se divide en 100 céntimos (en filipino y tagalo: sentimo) y su código ISO 4217 es PHP. Antes de 1967, el idioma utilizado en billetes y monedas era el inglés, y por ende, la denominación era «peso». Poco tiempo después se utilizó el nombre filipino, pasando a denominarse piso.
Normalmente el símbolo que se utiliza para designar al peso es ₱. Este símbolo se añadió a la versión 3.2 de Unicode y se le asignó el código U+20B1. Otras maneras para referirse al peso son «PHP», «PhP», «P», o P, siendo esta última forma la más común al no estar todavía totalmente implantado el símbolo del peso con el formato Unicode y no es compatible con todos los tipos de fuentes.
Las monedas se acuñan en la Security Plant Complex. Los billetes, así como otros documentos oficiales, pasaportes, sellos de correos, etc., se imprimen en la Security Plant Complex o en la National Printing Office.

## Historia
El peso filipino tiene sus orígenes en el real de a 8 español y en el peso mexicano, que circularon ampliamente por América y el sudeste asiático durante los siglos XVII y XVIII, tantos en los virreinatos españoles como en Estados Unidos y Canadá.

### Peso fuerte
El peso fuerte (símbolo PF) era la moneda de curso legal de Filipinas y el resto de Indias Orientales Españolas durante los últimos años del periodo imperial español. La entidad encargada de emitirlo era el Banco Español Filipino de Isabel II (hoy en día llamado Banco de las Islas Filipinas). Sustituyó al real con una tasa de cambio de 8 reales por peso. El gobierno colonial permitió al Banco Español Filipino emitir pesos hasta un máximo equivalente a la cuarta parte de su capital suscrito, o un máximo de 100 000 pesos, que posteriormente se amplió a 300 000 en 1855. El Banco Español-Filipino empezó a emitir billetes denominados en pesos fuertes el 1 de mayo de 1852, y monedas en 1861. La moneda se decimalizó en 1864, dividiéndose en 100 céntimos. Tras la Revolución filipina, en 1898 el peso fuerte fue sustituido por el peso revolucionario, y más tarde se sustituyó por el peso moderno en 1901.
Tras la Revolución de 1868, la reina Isabel II se exilió a París. Cuando el conocimiento de los hechos llegó a Filipinas, se eliminó el nombre de la reina, pasándose a llamar simplemente «Banco Español-Filipino». En 1877, el gobierno colonial empezó a emitir bonos del tesoro denominados en pesos fuertes.
| Imagen | Denominación | Emisión   | Metal | Anverso                                                                 | Reverso                                                  |
| ------ | ------------ | --------- | ----- | ----------------------------------------------------------------------- | -------------------------------------------------------- |
|        | 10 céntimos  | 1880-1885 | Ag    | Alfonso XII - ALFONSO XII POR LA G. DE DIOS - año de acuñación          | Escudo de armas - 10 CS DE Pº. - REY CONSTL. DE ESPAÑA   |
|        | 20 céntimos  | 1880-1885 | Ag    | Alfonso XII - ALFONSO XII POR LA G. DE DIOS - año de acuñación          | Escudo de armas - 20 CS DE Pº. - REY CONSTL. DE ESPAÑA   |
|        | 50 céntimos  | 1880-1885 | Ag    | Alfonso XII - ALFONSO XII POR LA G. DE DIOS - año de acuñación          | Escudo de armas - 50 CS. DE PESO - REY CONSTL. DE ESPAÑA |
|        | 50 céntimos  | 1880-1885 | Ag    | Isabel II - ISABEL 2A. POR LA G. DE DIOS Y LA CONST. - año de acuñación | Escudo de armas - 50 CS. DE PESO - REINA DE LAS ESPAÑAS  |

| Imagen | Denominación | Color predominante | Descripción                                                                              |
| ------ | ------------ | ------------------ | ---------------------------------------------------------------------------------------- |
|        | 50 pesos     | Marrón             | CINCUENTA PESOS FUERTES - PS.FS.50 - Isabel II - EL BANCO ESPAÑOL FILIPINO DE ISABEL II. |
|        | 50 pesos     | Marrón             | CINCUENTA PESOS FUERTES - PS.FS.50 - Escudo de armas - EL BANCO ESPAÑOL FILIPINO         |

### Periodo revolucionario
Una vez reiterada la Declaración de Independencia de Filipinas el 12 de junio de 1898, la República Filipina, bajo el mando del general Emilio Aguinaldo emitió sus propias monedas y billetes que estaban respaldados por los recursos naturales del país. Las monedas estaban denominadas en centavos. Tras la captura de Aguinaldo en Palanán, en la Provincia de Isabela, el 23 de marzo de 1901, el peso revolucionario se retiró de la circulación.

### Periodo colonial estadounidense
Cuando Estados Unidos tomó el control de las Filipinas, el Congreso aprobó el Acta monetaria filipina de 3 de marzo de 1903, en el que se fijaban los pesos y calidad de las monedas filipinas. Se definió que un peso debía tener exactamente la mitad de contenido en oro que el dólar estadounidense. Esta tasa era similar a las aplicadas en Japón o México. De hecho, las monedas de 50 centavos continuaron circulando en Filipinas y México hasta la década de los 60.
Poco después de introducir la moneda de 50 centavos (estadounidenses) de peso, surgió un problema parecido al acontecido en las Colonias del Estrecho. El precio de la plata se encareció más que lo que valían las monedas filipinas, y el dólar de las Colonias del Estrecho valía menos que su contenido en plata. Existía un algo riesgo de que las monedas se fundieran por su plata, por lo que en ambos casos, en 1907 se acuñaron nuevas monedas más pequeñas y su cantidad de plata se redujo a unos niveles más seguros.además el peso filipino también se se hace conocer como piso
| Imagen | Denominación | Emisión   | Metal | Diámetro (mm) | Peso (g) | Anverso                                                                                   | Reverso                                                       |
| ------ | ------------ | --------- | ----- | ------------- | -------- | ----------------------------------------------------------------------------------------- | ------------------------------------------------------------- |
|        | ½ centavo    | 1903-1936 | Cu+Zn | 17,90         | 2,60     | HALF CENTAVO - Hombre con martillo apoyado en un yunque y Monte Mayón - FILIPINAS         | Escudo de armas - UNITED STATES OF AMERICA - año de acuñación |
|        | 1 centavo    | 1937-1944 | Cu+Zn | 24,80         | 5,20     | ONE CENTAVO - Hombre con martillo apoyado en un yunque y Monte Mayón - FILIPINAS          | Escudo de armas - UNITED STATES OF AMERICA - año de acuñación |
|        | 5 centavos   | 1944-1945 | Cu+Ni | 19,10         | 4,90     | FIVE CENTAVOS - Hombre con martillo apoyado en un yunque y Monte Mayón - FILIPINAS        | Escudo de armas - UNITED STATES OF AMERICA - año de acuñación |
|        | 10 centavos  | 1937-1945 | Ag    | 16,70         | 2,00     | TEN CENTAVOS - Alegoría de la Libertad con yunque y martillo - Monte Mayón - FILIPINAS    | Escudo de armas - UNITED STATES OF AMERICA - año de acuñación |
|        | 20 centavos  | 1937-1945 | Ag    | 21,00         | 4,00     | TWENTY CENTAVOS - Alegoría de la Libertad con yunque y martillo - Monte Mayón - FILIPINAS | Escudo de armas - UNITED STATES OF AMERICA - año de acuñación |
|        | 50 centavos  | 1944-1945 | Ag    | 27,70         | 10,00    | FIFTY CENTAVOS - Alegoría de la Libertad con yunque y martillo - Monte Mayón - FILIPINAS  | Escudo de armas - UNITED STATES OF AMERICA - año de acuñación |
|        | 1 peso       | 1907-1912 | Ag    | 35,80         | 20,00    | ONE PESO - Alegoría de la Libertad con yunque y martillo - Monte Mayón - FILIPINAS        | Escudo de armas - UNITED STATES OF AMERICA - año de acuñación |

### Segunda Guerra Mundial

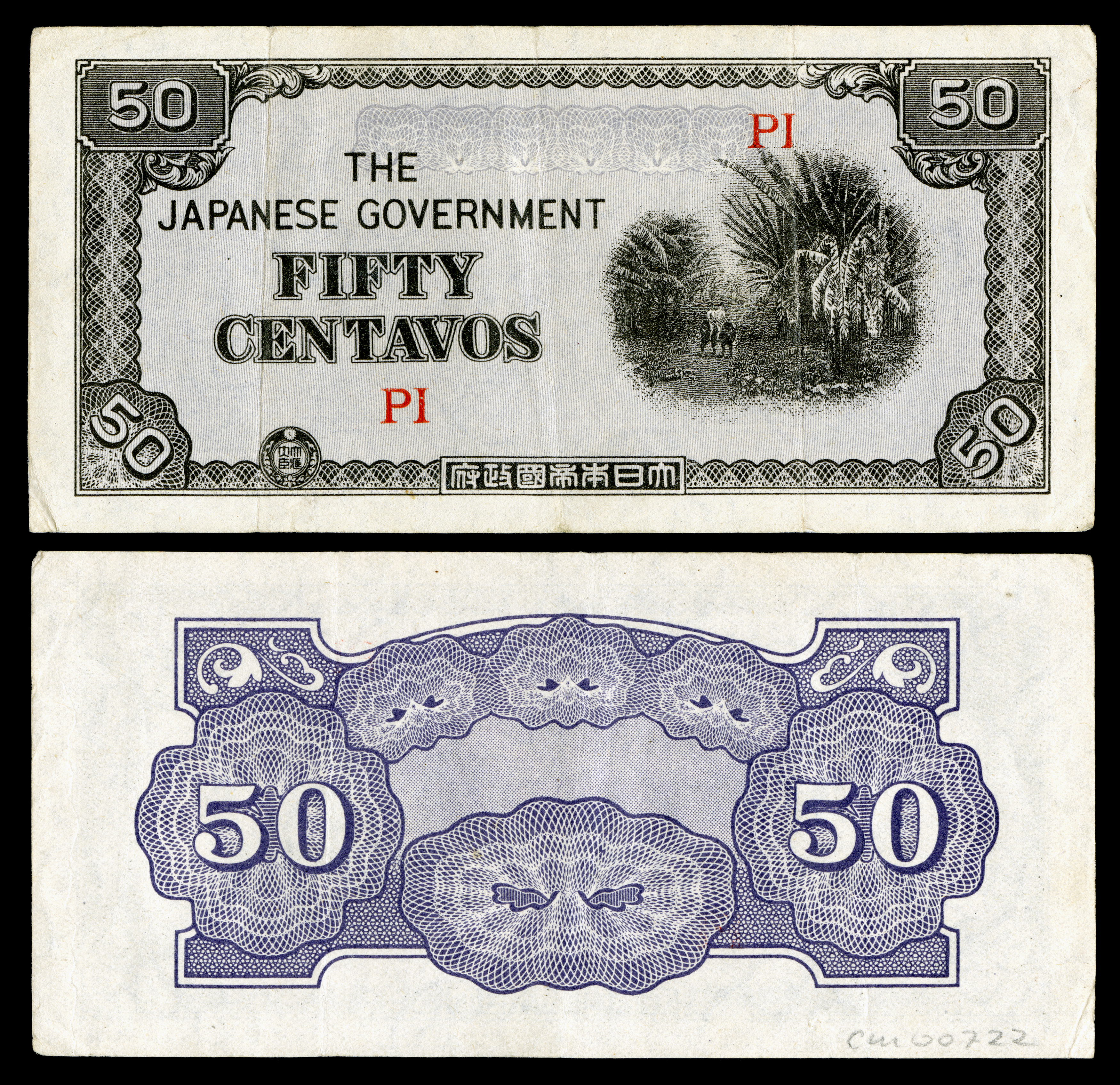
Billete de 50 centavos introducido por el gobierno japonés, de 1942.

En 1942, las tropas japonesas introdujeron billetes para su uso en Filipinas. También se emitieron billetes de emergencia (también llamados «pesos de la guerrilla») a cargo de bancos y gobiernos locales, utilizando materiales de baja calidad, que podrían ser cambiados a pesos de plata cuando finalizase la guerra. Durante la Segunda República filipina, apoyada por los japoneses, se prohibió la posesión de pesos de la guerrilla y se estableció un monopolio en la emisión de dinero, por lo que aquel que fuera sorprendido con pesos de la guerrilla sería arrestado. Debido a la naturaleza fiduciaria de la moneda japonesa, la economía filipina sintió los efectos de la hiperinflación.
Estados Unidos y las fuerzas filipinas continuaron imprimiendo pesos filipinos, por lo que desde octubre de 1944 a septiembre de 1945, todas las primeras emisiones de emergencia de los pesos de la guerrilla se consideraron ilegales y no tenían ningún valor.

### Independencia
El Acta de la República n.º 265 estableció la creación del Banco Central de Filipinas (en filipino y tagalo: Bangko Sentral ng Pilipinas) el 3 de enero de 1949. A esta institución se le dio el poder de administrar las operaciones bancarias y el sistema de créditos del país. De acuerdo con esta acta, todas las competencias para imprimir y acuñar dinero filipino recaen en el BCF, quitándole los derechos a los demás bancos, como el Banco de las Islas Filipinas o el Banco Nacional de Filipinas
En 1967, el idioma utilizado en todas las monedas y billetes cambió del inglés al filipino. Como consecuencia, las palabras utilizadas cambiaron de peso a piso, y centavo a sentimo. Como ocurrió durante la ocupación japonesa, el gobierno no cumplió con sus promesas y no cambió sus billetes a monedas de plata u oro mientras que se prometía mantener la paridad de 2 pesos por dólar. Esta decisión, motivada por una impresión deliberada de billetes fiduciarios, resultó en una devaluación del peso filipino en casi un 300 % con respecto al dólar en un mismo día. El esfuerzo del gobierno para mantener la paridad acabó con las reservas de oro, plata y dólares del país.
En 1964, el valor de un antiguo lingote de pesos de plata costaba doce veces menos que su valor facial y estaban siendo almacenados por la población filipina en vez de entregárselos al gobierno por su valor facial. En un intento desesperado, el entonces presidente Diosdado Macapagal desmonetizó las antiguas monedas de plata y fluctuó la moneda. Desde entonces el peso ha sido una moneda fluctuante, lo que significa que esa moneda es una representación física de la deuda doméstica y su valor está ligado a la percepción directa de la estabilidad del régimen actual y su habilidad para pagar la deuda.
Desde la apertura del Banco Central de Filipinas en 1949, los sucesivos gobiernos han ido devaluando la moneda para reducir a deuda acumulada en términos reales, la cual en diciembre de 2005 alcanzó los 4 trillones de pesos. Muchos filipinos perciben el valor del peso en relación con el dólar y por lo general tienden a culpabilizar a cualquier gobierno por las malas tasas de cambio alcanzadas.

### Economía actual
Con base en el precio actual del oro, el peso filipino ha perdido hasta ahora un 99,9998 % de su valor original del periodo comprendido entre 1903 y 1949. El 20 de julio de 2008, el valor de este peso, que contenía 12,90 granos de oro puro (o 0,026875 XAU), costaría ahora 1136,09 PHP en el mercado internacional de materias primas. El 15 de octubre de 2008, el dólar se cambiaba a 47,650 PHP.

## Monedas
En 1861 se acuñaron monedas de oro de 1, 2 y 4 pesos. Estas monedas tenían el mismo contenido en oro que las primeras monedas de ½, 1 y 2 escudos españoles. Se acuñaron monedas de plata desde 1864 en denominaciones de 10, 20 y 50 céntimos de peso, junto a una moneda de 1 peso acuñada en 1897. Durante el periodo revolucionario, se emitieron monedas de cobre de 1 y 2 centavos y 2 céntimos de peso.
En 1903 se introdujo un nuevo sistema monetario que consistía en monedas de bronce de ½ y 1 centavo, 5 centavos de cuproníquel, y 10, 20, 50 centavos y 1 peso de plata. El peso de las monedas de plata se basó en el peso acuñado con 900 milésimas y 374,40 granos de plata. Las monedas acuñadas por Estados Unidos de ½ y 1 peso de oro eran de curso legal para cualquier cantidad, y las monedas de 10 y 20 centavos empezaron a ser legales a partir de los 20 pesos y las monedas más pequeñas a partir de los 2 pesos. Los tamaños y la cantidad de plata se redujeron en 1907, acuñándose la moneda de 1 peso con 750 milésimas de plata. En 1912, la producción de monedas de 1 peso cesó, y la de 50 centavos en 1921.
El gobierno estadounidense consideró que sería más económico y conveniente acuñar monedas de plata en Filipinas, por una parte, debido a la reapertura de la ceca de Manila en 1920, que había estado acuñando monedas antes de la ocupación americana. En 1937, los diseños de las monedas cambiaron para reflejar el establecimiento del nuevo tipo de gobierno. Durante 1942 y 1943 no se acuñaron monedas debido a la ocupación japonesa, pero en 1944 se volvieron a acuñar piezas, incluidas las monedas de 50 centavos. Debido a la gran cantidad de monedas acuñadas entre 1944 y 1947, hasta 1958 no se volvieron a acuñar nuevos tipos.
En 1958 se introdujo un nuevo sistema monetario basado en metales no nobles, que se componía de monedas de 1 centavo de bronce, 5 centavos de latón y 10, 25 y 50 centavos de cuproníquel. En 1967, los diseños se vieron alterados al reflejar el uso de la lengua filipina en las denominaciones en vez del inglés. Estas series se las conoce como Ang Bagong Lipunan. El aluminio sustituyó al bronce y el cuproníquel al bronce-aluminio ese mismo año.
En 1972 se introdujeron monedas de 1 peso, seguidas en 1975 por las denominaciones de 5 pesos. En 1983 se introdujeron las series de fauna y flora filipinas, que incluían monedas de 2 pesos. Los tamaños de las monedas se redujeron en 1991, y la producción de monedas de 1 y 2 pesos cesó en 1994.
| Imagen | Denominación | Emisión   | Metal    | Diámetro (mm) | Peso (g) | Anverso                                                          | Reverso                            |
| ------ | ------------ | --------- | -------- | ------------- | -------- | ---------------------------------------------------------------- | ---------------------------------- |
|        | 1 Céntimo    | 1983-1993 | Al+Mg    | 15,60         | 0,70     | Lapulapu - REPUBLIKA NG PILIPINAS - año de acuñación             | 1 SENTIMO - Voluta imperialis      |
|        | 5 Céntimos   | 1983-1992 | Al+Mg    | 17,20         | 1,10     | Melchora Aquino - REPUBLIKA NG PILIPINAS - año de acuñación      | 5 SENTIMO - Euanthe sanderiana     |
|        | 10 Céntimos  | 1983-1994 | Al+Mg    | 19,10         | 1,50     | FRANCISCO BALTASAR - REPUBLIKA NG PILIPINAS - año de acuñación   | 10 SENTIMO - Pandaka pygmaea       |
|        | 25 Céntimos  | 1991-1994 | Cu+Ni+Zn | 16,00         | 2,20     | Juan Luna - REPUBLIKA NG PILIPINAS - año de acuñación            | 25 SENTIMO - Graphium idaeoides    |
|        | 50 Céntimos  | 1991-1994 | Cu+Ni+Zn | 17,50         | 2,50     | Marcelo H. del Pilar - REPUBLIKA NG PILIPINAS - año de acuñación | 25 SENTIMO - Pithecophaga jefferyi |
|        | 1 Peso       | 1991-1994 | Cu+Ni    | 21,60         | 2,90     | José Rizal - REPUBLIKA NG PILIPINAS - año de acuñación           | 1 PISO - Anoa mindorensis          |
|        | 2 Pesos      | 1991-1994 | Cu+Ni    | 24,00         | 5,00     | Andrés Bonifacio - REPUBLIKA NG PILIPINAS - año de acuñación     | 2 PISO - Cocos nucifera            |
|        | 5 Pesos      | 1991-1994 | Cu+Al+Ni | 25,50         | 9,35     | Emilio Aguinaldo - REPUBLIKA NG PILIPINAS - año de acuñación     | 5 PISO - Pterocarpus indicus       |

Las series actuales son de 1995, a la que hay que añadir un tipo de 10 pesos del año 2000. Las denominaciones inferiores al peso continúan siendo de curso legal pero no se utilizan, sino que se tiende a redondear los precios. En diciembre de 2008 una resolución del Congreso filipino recomendaba la retirada y desmonetización de las denominaciones inferiores al peso.
| Imagen anverso | Imagen reverso | Denominación | Emisión | Metal    | Metal    | Forma    | Diámetro (mm) | Peso (g) | Canto                | Anverso                                                            | Reverso                                                                                    |
| Imagen anverso | Imagen reverso | Denominación | Emisión | Anillo   | Centro   | Forma    | Diámetro (mm) | Peso (g) | Canto                | Anverso                                                            | Reverso                                                                                    |
| -------------- | -------------- | ------------ | ------- | -------- | -------- | -------- | ------------- | -------- | -------------------- | ------------------------------------------------------------------ | ------------------------------------------------------------------------------------------ |
|                |                | 1 Céntimo    | 1995-   | Acero+Cu | Acero+Cu | Circular | 15,50         | 2,00     | Liso                 | Sello del Banco Central de Filipinas - BANGKO SENTRAL NG PILIPINAS | 1 SENTIMO - REPUBLIKA NG PILIPINAS - año de acuñación                                      |
|                |                | 5 Céntimos   | 1995-   | Acero+Cu | Acero+Cu | Circular | 15,50         | 1,90     | Liso                 | Sello del Banco Central de Filipinas - BANGKO SENTRAL NG PILIPINAS | 5 SENTIMO - REPUBLIKA NG PILIPINAS - año de acuñación                                      |
|                |                | 10 Céntimos  | 1995-   | Acero+Cu | Acero+Cu | Circular | 17,00         | 2,50     | Liso                 | Sello del Banco Central de Filipinas - BANGKO SENTRAL NG PILIPINAS | 10 SENTIMO - REPUBLIKA NG PILIPINAS - año de acuñación                                     |
|                |                | 25 Céntimos  | 1995-   | Acero+Zn | Acero+Zn | Circular | 20,00         | 3,60     | Estriado             | Sello del Banco Central de Filipinas - BANGKO SENTRAL NG PILIPINAS | 25 SENTIMO - REPUBLIKA NG PILIPINAS - año de acuñación                                     |
|                |                | 1 Peso       | 1995-   | Acero+Ni | Acero+Ni | Circular | 24,00         | 5,35     | Estriado             | Sello del Banco Central de Filipinas - BANGKO SENTRAL NG PILIPINAS | 1 PISO - José Rizal - REPUBLIKA NG PILIPINAS - año de acuñación                            |
|                |                | 5 Pesos      | 1995-   | Cu+Ni+Zn | Cu+Ni+Zn | Circular | 27,00         | 7,70     | Liso                 | Sello del Banco Central de Filipinas - BANGKO SENTRAL NG PILIPINAS | 5 PISO - Emilio Aguinaldo - REPUBLIKA NG PILIPINAS - año de acuñación                      |
|                |                | 10 Pesos     | 2000-   | Cu+Ni    | Cu+Al+Ni | Circular | 26,50         | 8,70     | Estriado discontinuo | Sello el Banco Central de Filipinas - BANGKO SENTRAL NG PILIPINAS  | 10 PISO - Andrés Bonifacio y Apolinario Mabini - REPUBLIKA NG PILIPINAS - año de acuñación |

## Billetes
En 1852, el Banco Español Filipino de Isabel II emitió billetes de 10, 25 y 50 pesos fuertes. En 1896, se añadieron los billetes de 5 pesos fuertes. Por su parte, el Tesoro emitió billetes de 1, 4 y 25 pesos fuertes en 1877. Durante la guerra hispano-estadounidense y la guerra filipino-estadounidense se añadieron billetes de 1 y 5 pesos en nombre de la República Filipina.
Entre 1903 y 1918 se emitieron certificados de plata en denominaciones de 2, 5, 10, 20, 50, 100 y 500 pesos, que fueron sustituidos por bonos del Tesoro emitidos entre 1918 y 1941 en denominaciones de 1, 2, 5, 10, 20, 50, 100 y 500 pesos. En 1904 el Banco Español-Filipino introdujo denominaciones de 5, 10, 25, 50, 100 y 200 pesos. En 1912 este banco cambió su nombre al de Banco de las Islas Filipinas y continuó emitiendo billetes hasta 1933. El Banco Nacional Filipino emitió billetes en 1916 en denominaciones de 2, 5 y 10 pesos, además de billetes de emergencia emitidos en 1917 de 10, 20 y 50 centavos, y 1, 5, 10 y 20 pesos. Entre 1918 y 1937, este banco introdujo billetes de 1, 2, 5, 10, 20, 50 y 100 pesos que circularon hasta 1947.
Los japoneses introdujeron dos series de billetes. La primera en 1942 en denominaciones de 1, 5, 10 y 50 centavos, y 1, 5 y 10 pesos. La segunda, desde 1943, era de 1, 5, 10, 100, 500 y 1000 pesos. En 1944, los bonos del Tesoro que tenían la palabra «Victoria» impresa en el reverso se emitieron para sustituir a los primeros billetes. Estos se componían de denominaciones de 1, 2, 5, 10, 20, 50, 100 y 500 pesos.
En 1949, el Banco Central de Filipinas asumió las competencias para emitir dinero. Sus primeros billetes se reimprimieron sobre los bonos del Tesoro del tipo «Victoria». En 1951 le siguieron series regulares en denominaciones de 5, 10, 20 y 50 centavos, y 1, 2, 5, 10, 20, 50, 100, 200 y 500 pesos. Los billetes de centavos (excepto el de 50 centavos que se convertiría más tarde en medio peso) tenían impresiones discontinuas.
En 1967, el Banco Central de Filipinas adoptó la lengua filipina para imprimir los textos, pasando a ser Bangko Sentral ng Pilipinas. En 1969 introdujo las primeras series del Piso Pilipino en denominaciones de 1, 5, 10, 20, 50 y 100 pesos. En 1973 se introdujo la serie de monedas Ang Bagong Lipunan y se añadió un billete de 2 pesos.
| Denominación | Color predominante | Descripción del anverso                                             | Descripción del reverso                                       |
| ------------ | ------------------ | ------------------------------------------------------------------- | ------------------------------------------------------------- |
| 2 Pesos      | Azul               | 2 - DALAWANG PISO - Andrés Bonifacio - REPUBLIKA NG PILIPINAS       | 2 - DALAWANG PISO - Declaración de Independencia de Filipinas |
| 5 Pesos      | Verde              | 5 - LIMANG PISO - Emilio Aguinaldo - REPUBLIKA NG PILIPINAS         | 5 - LIMANG PISO - katipuneros                                 |
| 10 Pesos     | Marrón             | 10 - SAMPUNG PISO - Apolinario Mabini - REPUBLIKA NG PILIPINAS      | 10 - SAMPUNG PISO - Iglesia de Barásoain                      |
| 20 Pesos     | Naranja            | 20 - DALAWAMPUNG PISO - Manuel Luis Quezón - REPUBLIKA NG PILIPINAS | 20 - DALAWAMPUNG PISO - Palacio de Malacañán                  |
| 50 Pesos     | Rojo               | 50 - LIMAMPUNG PISO - Sergio Osmeña - REPUBLIKA NG PILIPINAS        | 50 - LIMAMPUNG PISO - Museo Nacional de Filipinas             |
| 100 Pesos    | Violeta            | 100 - SANDAANG PISO - Manuel Roxas - REPUBLIKA NG PILIPINAS         | 100 - SANDAANG PISO - Banco Central de Filipinas              |

En 1985 hubo un cambio radical emitiendo nuevas series con diseños distintos, y añadiendo en 1987 un billete de 500 pesos, otro de 1.000 pesos en 1991, y otra denominación de 200 pesos en 2002.
El 8 de julio de 2009, el Banco Central de Filipinas anunció que pronto estudiaría la posibilidad de sustituir el papel fabricado con algodón de los billetes por polímero. Sin embargo esta posibilidad sigue en un segundo plano y no se ha especificado ninguna fecha para fabricar los billetes ni para sustituirlos.
| Imagen anverso | Imagen reverso | Denominación                    | Color predominante | Descripción del anverso                                                                               | Descripción del reverso                                                         |
| -------------- | -------------- | ------------------------------- | ------------------ | --- | ------------------------------------------------------------------------------- |
|                |                | 5 Pesos (Fuera de circulación)  | Verde              | 5 - LIMANG PISO - Emilio Aguinaldo - Cañón - REPUBLIKA NG PILIPINAS                                   | 5 - LIMANG PISO - Declaración de Independencia de Filipinas                     |
|                |                | 10 Pesos (Fuera de circulación) | Marrón             | 10 - SAMPUNG PISO - Apolinario Mabini - REPUBLIKA NG PILIPINAS                                        | 10 - SAMPUNG PISO - Iglesia de Barásoain                                        |
|                |                | 10 Pesos (Fuera de circulación) | Marrón             | 10 - SAMPUNG PISO - Apolinario Mabini y Andrés Bonifacio - REPUBLIKA NG PILIPINAS                     | 10 - SAMPUNG PISO - Iglesia de Barásoain y katipuneros                          |
|                |                | 20 Pesos                        | Naranja            | 20 - DALAWAMPUNG PISO - Manuel Luis Quezón - Escudo de armas - REPUBLIKA NG PILIPINAS                 | 20 - DALAWAMPUNG PISO - Palacio de Malacañán                                    |
|                |                | 50 Pesos                        | Rojo               | 50 - LIMAMPUNG PISO - Sergio Osmeña - REPUBLIKA NG PILIPINAS                                          | 50 - LIMAMPUNG PISO - Museo Nacional de Filipinas                               |
|                |                | 100 Pesos                       | Violeta            | 100 - SANDAANG PISO - Manuel Roxas - REPUBLIKA NG PILIPINAS                                           | 100 - SANDAANG PISO - Banco Central de Filipinas                                |
|                |                | 200 Pesos                       | Verde              | 200 - DALAWANDAANG PISO - Diosdado Macapagal - REPUBLIKA NG PILIPINAS                                 | 200 - DALAWANDAANG PISO - Envestidura de Gloria Macapagal Arroyo                |
|                |                | 500 Pesos                       | Amarillo           | 500 - LIMANDAANG PISO - Benigno Aquino - REPUBLIKA NG PILIPINAS                                       | 500 - LIMANDAANG PISO - Universidad de Filipinas                                |
|                |                | 1.000 Pesos                     | Azul               | 1000 - SANLIBONG PISO - José Abad-Santos, Vicente Lim y Josefa Llanes Escoda - REPUBLIKA NG PILIPINAS | 1000 - SANLIBONG PISO - Arrozales en Banaue, Jarra Manunggul y sombrero Langgal |